# Dismaland

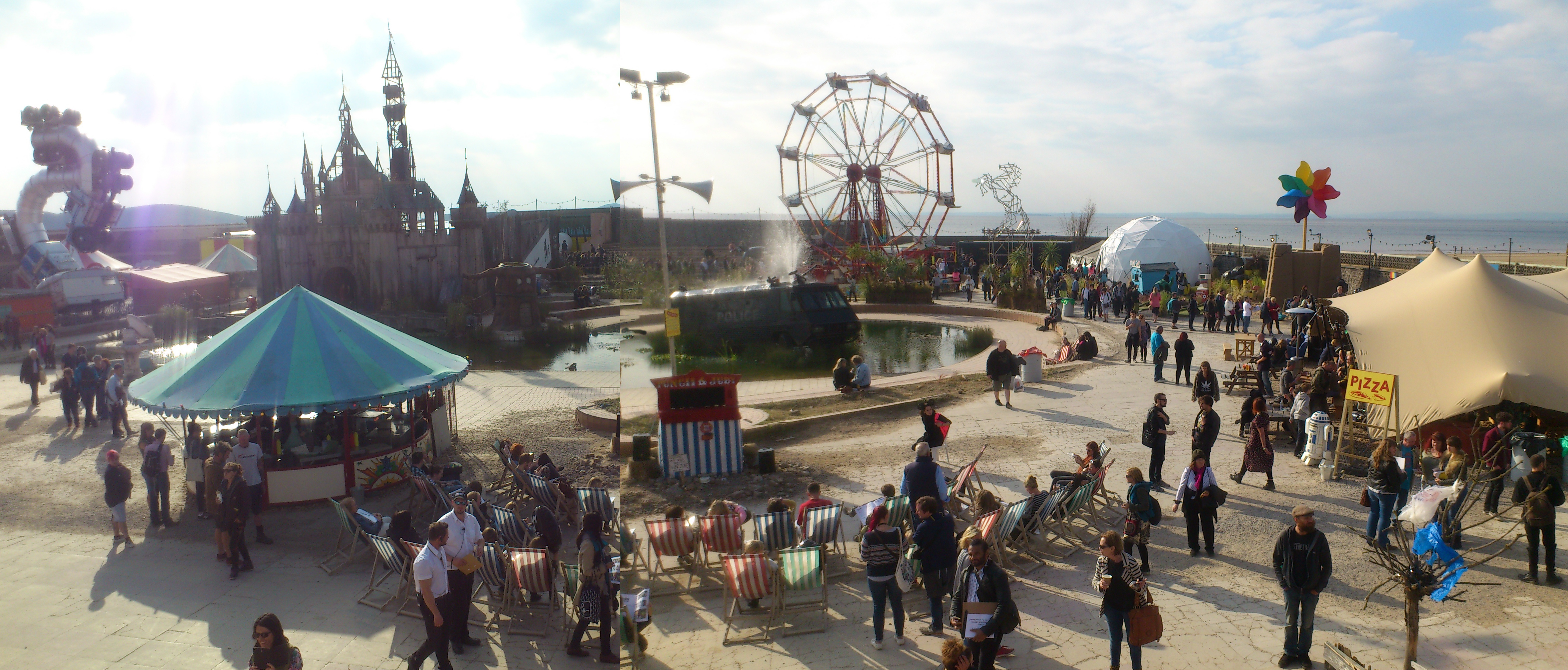
Panorama parku

Dismaland – tymczasowy projekt artystyczny stworzony przez artystę street art, Banksy'ego, który powstał w mieście Weston-super-Mare w angielskim hrabstwie Somerset w sierpniu 2015, Sam Banksy opisał go jako „rodzinny park rozrywki nieodpowiedni dla dzieci”. Nazwa parku nawiązuje do Disneylandu, który jest tu parodiowany, i jest to gra słów, bowiem angielski wyraz dismal oznacza tyle, co ponury, posępny.
Stał się on największym projektem w dotychczasowej karierze Banksy'ego. Artysta stworzył dziesięć nowych prac na potrzeby parku i sam sfinansował jego konstrukcję. Umieszczono w nim prace 58 twórców, których Banksy zaprosił do współpracy. Otwarcie parku zaplanowano na okres 21 sierpnia - 27 września 2015, czyli przez 36 dni i każdego dnia przewidziano dostępnych 4000 wejściówek.

## Budowa
Mieszkańcy Weston-super-Mare zostali poinformowani, że hollywoodzka firma Atlas Entertainment potrzebuje miejsca do nakręcenia filmu Grey Fox. W tym celu ustawiono znaki „Grey Fox Productions” przy wejściach do budowanego parku. Na początku sierpnia 2015 pojawiły się zdjęcia z budowy, na których można było zobaczyć zamek i dużej wielkości rzeźby. Holly Cushing, uznawany za menadżera Banksy'ego, był widziany na miejscu budowy przed otwarciem parku.

## Atrakcje
Jeszcze przed otwarciem Dismalandu ukazały się fotografie kilku rzeźb: wielkiego wiatraczka, metalowego konia w galopie, czy wykrzywionej ciężarówki, Big Rig Jig autorstwa Mike'a Rossa, wcześniej pokazywanej na festiwalu Burning Man w 2007 roku. Oprócz tego w parku można oglądać prace takich artystów jak Jenny Holzer, Damien Hirst, czy Jimmy Cauty. W sumie Banksy zaprosił sześćdziesięciu, jego zdaniem najlepszych artystów, z czego dwóch odmówiło.
Podczas jednej z wystaw będą palone książki brytyjskiego pisarza i byłego polityka Jeffreya Archera. Zaplanowano też pokazy zespołów muzycznych takich jak: Run the Jewels, Pussy Riot i Massive Attack.

## Odbiór
Popyt na bilety do parku był tak duży, że strona internetowa Dismalandu kilkukrotnie się zawiesiła. Pojawiły się też niepotwierdzone przypuszczenia, że mogła to być celowa akcja Banksy'ego, by podkreślić ironiczny charakter parku.